# جان دیتلو-سیمونسن
جان دیتلو-سیمونسن (انگلیسی: John Ditlev-Simonsen; ۱۸ اکتبر ۱۸۹۸ – ۱۰ ژانویهٔ ۲۰۰۱) نمایشنامه‌نویس، و ورزشکار اهل نروژ بود.